# Réserve d'Ijen-Merapi-Maelang
 (juin 2014).
Si vous disposez d'ouvrages ou d'articles de référence ou si vous connaissez des sites web de qualité traitant du thème abordé ici, merci de compléter l'article en donnant les références utiles à sa vérifiabilité et en les liant à la section « Notes et références ».
La réserve d'Ijen-Merapi-Maelang est une réserve naturelle située dans la province indonésienne de Java oriental, à l'extrémité orientale de l'île de Java. Elle inclut notamment le volcan Raung et le plateau de l'Ijen.